# Peckham Rye Park
Peckham Rye Park är en park i Storbritannien.   Den ligger i riksdelen England, i den södra delen av landet, i huvudstaden London. Peckham Rye Park ligger 25 meter över havet.
Terrängen runt Peckham Rye Park är platt, och sluttar norrut. Runt Peckham Rye Park är det mycket tätbefolkat, med 6 959 invånare per kvadratkilometer. Närmaste större samhälle är City of London, 6,3 km norr om Peckham Rye Park. Runt Peckham Rye Park är det i huvudsak tätbebyggt.